# Synedoida hudsonica
Synedoida hudsonica är en fjärilsart som beskrevs av Augustus Radcliffe Grote och Robinson 1865. Synedoida hudsonica ingår i släktet Synedoida och familjen nattflyn. Inga underarter finns listade i Catalogue of Life.